# Reglerade yrken
Reglerade yrken är yrken som får utövas endast av den som uppfyller specifika lagstiftade krav.

## Sverige
I Sverige är yrken som kräver yrkeslegitimation eller nautiska behörigheter reglerade yrken. Därutöver är följande yrken även reglerade:
- Advokat
- Auktoriserad revisor
- Auktoriserad tolk
- Auktoriserad translator
- Brandskyddskontrollant
- Civila yrkespiloter
- Djursjukskötare
- Elinstallatör
- Fastighetsmäklare
- Flygteknisk underhållspersonal
- Fritidspedagog
- Förskollärare
- Godkänd revisor
- Hovslagare
- Kabinpersonal
- Lärare
- Massaoperatör
- Sjukgymnast inom djurens hälso- och sjukvård
- Sjuksköterska inom djurens hälso- och sjukvård
- Tandläkare inom djurens hälso- och sjukvård
- Trafiklärare
- Veterinär
- Väktare

Med alla medicinska specialiteter är det sammanlagt 88 yrken som är reglerade i Sverige.